# Jan Smolík

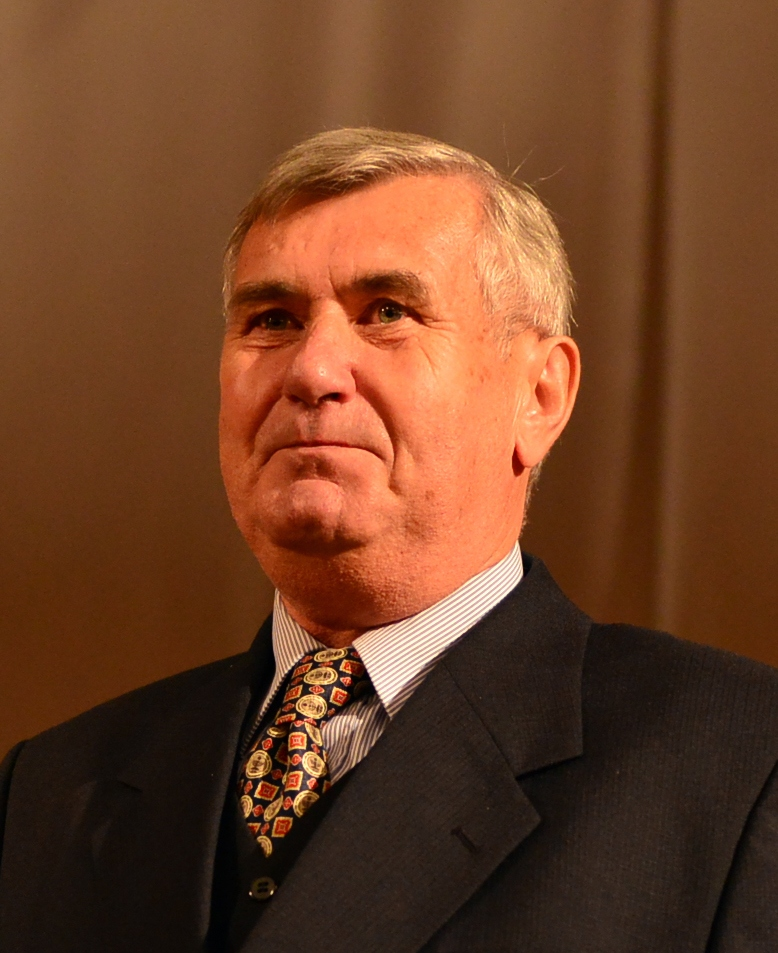
Jan Smolík 2013

Jan Smolík (* 24. Dezember 1942 in Lipník nad Bečvou) ist ein ehemaliger tschechoslowakischer Radrennfahrer.

## Sportliche Laufbahn
Smolíks größter Erfolg war der Sieg bei der Internationalen Friedensfahrt im Jahr 1964. In der ČSSR-Rundfahrt gewann er drei von fünf Etappen, schied jedoch nach einem Sturz aus. Im Jahr darauf gewann er den „Grand Prix de l’Humanité“, ein französisches Etappenrennen, das von der kommunistischen Zeitung L’Humanité organisiert wurde. Eine Teilnahme an der Tour de France war Smolík indes – wie allen anderen tschechoslowakischen Rennfahrern bis 1989 – verwehrt. Bei der „Österreich-Rundfahrt“ wurde er 1967 Dritter. Im traditionsreichen Rennen Prag–Karlovy Vary–Prag (mit 262 Kilometern eines der längsten europäischen Straßenrennen für Amateure) siegte er 1963. 1962 und 1963 gewann er die ČSSR-Rundfahrt. 1971 siegte er beim tschechoslowakischen Etappenrennen Tour de Bohemia.
1964 nahm Smolík an den Olympischen Spielen in Tokio teil und belegte im olympischen Straßenrennen den 71. Platz. Er war bereits in der 1. Runde gestürzt, wobei der Rahmen seines Rades zerbrach. Vier Jahre später, bei den Spielen in Mexiko-Stadt, belegte er den 23. Platz. 1966 gewann Smolik die Meisterschaft der Armee-Sportclubs der Warschauer Paktstaaten. Zum Ende seiner Laufbahn gewann er 1970 das Eintagesrennen GP ZTS Dubnica nad Váhom.

## Berufliches
Jan Smolík war gelernter Bautechniker, blieb aber nach seinem Grundwehrdienst als Berufssoldat bei der Sportabteilung von „Dukla Brno“.